# Premier Division de la Liga de Irlanda 2019
La Premier Division de la Liga de Irlanda 2019 fue la 99.ª temporada de la Premier Division. La temporada comenzó el 15 de febrero y finalizó el 25 de octubre. El Dundalk conquistó su décimo cuarto título de liga de su historia.

## Sistema de competición
Los 10 equipos participantes juegan entre sí todos contra todos cuatro veces totalizando 36 partidos cada uno. Al término de la jornada 36, el primer clasificado obtuvo un cupo para la primera ronda de la Liga de Campeones 2020-21, mientras que el segundo y tercer clasificado obtuvieron un cupo para la primera ronda de la Liga Europa de la UEFA 2020-21. Por otro lado, el último clasificado descendió a la Primera División 2020, mientras que el penúltimo clasificado jugó el Play-off de relegación contra el ganador de la primera ronda de play-offs de la Primera División 2019, para determinar cual de los equipos jugará en la Premier Division 2020.
Un tercer cupo para la primera ronda de la Liga Europa de la UEFA 2020-21 será asignado al campeón de la Copa de Irlanda.

## Equipos participantes
| Club                  | Ciudad            | Estadio                   | Capacidad |
| --------------------- | ----------------- | ------------------------- | --------- |
| Bohemian              | Dublín            | Dalymount Park            | 7.000     |
| Cork City             | Cork              | Turners Cross             | 7.600     |
| Derry City            | Derry (I.N.)      | Brandywell                | 7.500     |
| Dundalk               | Dundalk           | Oriel Park                | 5.500     |
| Finn Harps            | Ballybofey        | Finn Park                 | 6.000     |
| St Patrick's Athletic | Dublín            | Richmond Park             | 5.340     |
| Shamrock Rovers       | Dublín            | Tallaght Stadium          | 8.600     |
| Sligo Rovers          | Sligo             | The Showgrounds           | 5.500     |
| UCD                   | Dublín (Belfield) | UCD Bowl                  | 3.000     |
| Waterford             | Waterford         | Waterford Regional Sports | 8.200     |

### Ascensos y descensos
| Pos.        | de la Premier División 2018 |
| ----------- | --------------------------- |
| 9.º (Prom.) | Limerick                    |
| 10.º        | Bray Wanderers              |

| Pos.        | de la Primera División de Irlanda 2018 |
| ----------- | -------------------------------------- |
| 1.º         | UCD                                    |
| 2.º (Prom.) | Finn Harps                             |

## Tabla de posiciones
| Pos. | Equipo                 | Pts. | PJ | G  | E  | P  | GF | GC | Dif. | Clasificación 2020–21                 |
| ---- | ---------------------- | ---- | -- | -- | -- | -- | -- | -- | ---- | ------------------------------------- |
| 1    | Dundalk (C)            | 86   | 36 | 27 | 5  | 4  | 73 | 18 | +55  | Primera ronda de la Liga de Campeones |
| 2    | Shamrock Rovers        | 75   | 36 | 23 | 6  | 7  | 62 | 21 | +41  | Primera ronda de la Liga Europea      |
| 3    | Bohemians              | 60   | 36 | 17 | 9  | 10 | 47 | 28 | +19  | Primera ronda de la Liga Europea      |
| 4    | Derry City             | 57   | 36 | 15 | 12 | 9  | 56 | 34 | +22  | Primera ronda de la Liga Europea      |
| 5    | St. Patrick's Athletic | 52   | 36 | 14 | 10 | 12 | 29 | 35 | −6   |                                       |
| 6    | Waterford              | 43   | 36 | 12 | 7  | 17 | 52 | 44 | +8   |                                       |
| 7    | Sligo Rovers           | 42   | 36 | 10 | 12 | 14 | 38 | 47 | −9   |                                       |
| 8    | Cork City              | 37   | 36 | 9  | 10 | 17 | 29 | 49 | −20  |                                       |
| 9    | Finn Harps (O)         | 28   | 36 | 7  | 7  | 22 | 26 | 64 | −38  | Promoción por la permanencia          |
| 10   | UCD                    | 19   | 36 | 5  | 4  | 27 | 25 | 82 | −57  | Descenso a FAI First Division 2020    |

Actualizado a los partidos jugados el 25 de octubre de 2019.
 Fuente: Soccerway
Notas:
1. ↑  Tras ganar la Copa de Irlanda, el Shamrock Rovers obtiene una plaza para participar en la Liga Europa 2019-20, pero, al encontrarse este equipo clasificado a través de su posición de Liga para disputar la misma, la plaza obtenida a través de la Copa recae sobre el cuarto clasificado.

## Resultados
| Local \ Visitante      | BOH | COR | DER | DUN | FIN | SHA | SLI | STP | UCD | WAT |
| ---------------------- | --- | --- | --- | --- | --- | --- | --- | --- | --- | --- |
| Bohemians              | —   | 0–1 | 1–1 | 0–2 | 1–0 | 1–0 | 1–2 | 1–0 | 3–0 | 0–0 |
| Cork City              | 2–0 | —   | 0–0 | 0–2 | 1–1 | 1–3 | 0–0 | 1–1 | 2–0 | 0–2 |
| Derry City             | 0–2 | 2–0 | —   | 0–2 | 4–0 | 0–1 | 2–0 | 1–1 | 3–0 | 3–2 |
| Dundalk                | 1–0 | 1–0 | 2–2 | —   | 3–0 | 2–1 | 1–1 | 1–0 | 2–1 | 4–0 |
| Finn Harps             | 0–1 | 3–4 | 2–3 | 1–1 | —   | 0–1 | 1–2 | 0–2 | 3–0 | 3–2 |
| Shamrock Rovers        | 0–1 | 2–0 | 2–0 | 0–0 | 3–0 | —   | 3–0 | 1–0 | 3–1 | 2–1 |
| Sligo Rovers           | 0–2 | 1–2 | 0–0 | 2–1 | 1–1 | 2–1 | —   | 0–1 | 1–0 | 0–0 |
| St. Patrick's Athletic | 1–1 | 1–0 | 1–3 | 1–0 | 0–0 | 0–1 | 2–1 | —   | 2–0 | 0–3 |
| UCD                    | 0–2 | 2–1 | 0–2 | 1–3 | 3–0 | 0–1 | 0–2 | 1–1 | —   | 4–1 |
| Waterford              | 0–0 | 2–0 | 2–2 | 0–3 | 4–0 | 1–2 | 3–3 | 2–0 | 1–0 | —   |

| Local \ Visitante      | BOH | COR | DER | DUN | FIN | SHA | SLI | STP | UCD  | WAT |
| ---------------------- | --- | --- | --- | --- | --- | --- | --- | --- | ---- | --- |
| Bohemians              | —   | 1–0 | 0–0 | 2–1 | 5–3 | 2–1 | 2–1 | 3–0 | 10–1 | 1–2 |
| Cork City              | 0–0 | —   | 1–4 | 1–0 | 0–0 | 1–1 | 2–4 | 0–1 | 3–2  | 1–2 |
| Derry City             | 0–0 | 4–0 | —   | 2–2 | 4–0 | 0–2 | 3–0 | 1–3 | 0–0  | 2–0 |
| Dundalk                | 2–1 | 1–0 | 1–0 | —   | 5–0 | 3–2 | 4–0 | 4–0 | 3–0  | 3–0 |
| Finn Harps             | 1–0 | 0–0 | 1–0 | 0–3 | —   | 0–3 | 2–0 | 1–2 | 0–0  | 1–0 |
| Shamrock Rovers        | 1–0 | 3–0 | 2–2 | 0–1 | 1–0 | —   | 0–0 | 0–0 | 7–0  | 2–1 |
| Sligo Rovers           | 1–1 | 1–1 | 1–2 | 0–2 | 3–1 | 0–0 | —   | 1–1 | 5–1  | 0–0 |
| St. Patrick's Athletic | 0–0 | 1–1 | 1–0 | 0–1 | 1–0 | 0–2 | 2–1 | —   | 0–0  | 0–2 |
| UCD                    | 3–0 | 0–1 | 1–3 | 0–5 | 1–0 | 0–3 | 0–2 | 0–1 | —    | 1–2 |
| Waterford              | 1–2 | 1–2 | 1–1 | 0–1 | 0–1 | 1–5 | 2–0 | 1–2 | 4–2  | —   |

## Promoción por la permanencia
Fue jugado entre el Finn Harps, penúltimo de la liga contra el Drogheda United, ganador del partido previo de la Primera División 2019.
| Equipo 1        | Agr.       | Equipo 2   | Ida | Vuelta |
| --------------- | ---------- | ---------- | --- | ------ |
| Drogheda United | 1–2 (t.s.) | Finn Harps | 1–0 | 0–2    |

## Máximos Goleadores
| Pos. | Jugador             | Club            | Goles |
| ---- | ------------------- | --------------- | ----- |
| 1    | Junior Ogedi-Uzokwe | Derry City      | 14    |
| 2    | Patrick Hoban       | Dundalk         | 13    |
| 3    | Michael Duffy       | Dundalk         | 12    |
| 4    | Daniel Mandroiu     | Bohemians       | 11    |
| 4    | David Parkhouse     | Derry City      | 11    |
| 4    | Aaron Greene        | Shamrock Rovers | 11    |
| 4    | Romeo Parkes        | Sligo Rovers    | 11    |
| 8    | Aaron McEneff       | Shamrock Rovers | 10    |
| 9    | Daniel Kelly        | Dundalk         | 9     |
| 10   | Georgie Kelly       | Dundalk         | 8     |